# Jeff Viola
Jeff Viola – kanadyjski narciarz, specjalista narciarstwa dowolnego. Jego największym sukcesem jest srebrny medal w kombinacji wywalczony podczas mistrzostw świata w Lake Placid. Nigdy nie startował na igrzyskach olimpijskich. Najlepsze wyniki w Pucharze Świata osiągnął w sezonach sezonie 1989/1990 i sezonie 1990/1991, kiedy to zajmował 4. miejsce w klasyfikacji generalnej i w klasyfikacji kombinacji.
W 1991 r. zakończył karierę.

## Osiągnięcia

### Mistrzostwa świata
| Miejsce | Dzień     | Rok  | Miejscowość | Konkurencja        | Zwycięzca          |
| ------- | --------- | ---- | ----------- | ------------------ | ------------------ |
| 11.     | 12 lutego | 1991 | Lake Placid | Balet narciarski   | Lane Spina         |
| 29.     | 14 lutego | 1991 | Lake Placid | Jazda po muldach   | Edgar Grospiron    |
| 13.     | 17 lutego | 1991 | Lake Placid | Skoki akrobatyczne | Philippe LaRoche   |
| 2.      | 17 lutego | 1991 | Lake Placid | Kombinacja         | Siergiej Szuplecow |

#### Miejsca w klasyfikacji generalnej
- sezon 1986/1987: 116.
- sezon 1988/1989: 43.
- sezon 1989/1990: 4.
- sezon 1990/1991: 4.

#### Miejsca na podium
1. Tignes – 16 grudnia 1989 (Kombinacja) – 3. miejsce
2. La Plagne – 17 grudnia 1989 (Kombinacja) – 3. miejsce
3. Breckenridge – 21 stycznia 1990 (Kombinacja) – 3. miejsce
4. Iizuna – 18 lutego 1990 (Kombinacja) – 3. miejsce
5. La Clusaz – 16 marca 1990 (Kombinacja) – 2. miejsce
6. Tignes – 8 grudnia 1990 (Kombinacja) – 3. miejsce
7. Zermatt – 16 grudnia 1990 (Kombinacja) – 3. miejsce
8. Mont Gabriel – 3 lutego 1991 (Kombinacja) – 3. miejsce
9. Skole – 26 lutego 1991 (Kombinacja) – 3. miejsce

- W sumie 1 drugie i 8 trzecich miejsc.